# Есек'єль Паласіос
Есек'єль Паласіос (ісп. Exequiel Palacios, 5 жовтня 1998, Фамаїлья) — аргентинський футболіст, півзахисник клубу «Баєр 04» і збірної Аргентини .

## Клубна кар'єра
Вихованець футбольної академії «Рівер Плейта». У 2015 році він був включений в заявку основної команди. 8 листопада в матчі проти «Ньюеллс Олд Бойз» Есек'єль дебютував в аргентинській Прімері, замінивши в другому таймі Лаутаро Арельяно. 9 квітня 2018 року в поєдинку проти «Расінга» з Авельянеди Есек'єль забив свій перший гол за «Рівер Плейт». Всього у рідній команді Паласіос провів 6 сезонів, вигравши за цей час три Кубка Аргентини, дві Рекопи Південної Америки та два Суперкубка Аргентини. Крім того в кінці 2018 року він виграв з командою Кубок Лібертадорес, найпрестижніший клубний континентальний трофей, зігравши в обох фінальних матчах проти головного суперника, «Боки Хуніорс» (2:2, 3:1).
16 грудня 2019 року німецький «Баєр 04» оголосив про перехід Паласіоса до їх клубу з 1 січня 2020 року. Контракт з гравцем був підписаний на 5,5 років. 23 лютого в матчі проти «Аугсбурга» він дебютував у німецькій Бунеслізі.

## Міжнародна кар'єра
У 2015 році Паласіос взяв участь в юнацькому чемпіонаті Південної Америки в Парагваї. На турнірі він зіграв у 5 матчах і здобув з командою срібні нагороди.
У тому ж році Есек'єль взяв участь в юнацькому чемпіонаті світу в Чилі. На турнірі він зіграв у всіх трьох матчах, але його збірна несподівано програла їх і посіла останнє місце з 0 очок.
У 2017 році Паласіос взяв участь в молодіжному чемпіонаті світу в Південній Кореї, на якому теж зіграв у всіх трьох матчах, а його команда не вийшла з групи.
8 вересня 2018 року в товариському матчі проти збірної Гватемали Паласіос дебютував за збірну Аргентини. У її складі виграв Кубок Америки 2021 року, зігравши у 4 іграх, в тому числі і у виграному фіналі проти Бразилії (1:0).

## Досягнення
- Чемпіон світу: 2022
- Володар Кубка Америки (1): 2021
- Володар Кубка чемпіонів КОНМЕБОЛ–УЄФА (1): 2022
- Володар Кубка Аргентини (3): 2015/16, 2016/17, 2018/19
- Володар Суперкубка Аргентини (2): 2017, 2019
- Володар Кубка Лібертадорес (1): 2018
- Володар Рекопи Південної Америки (2): 2016, 2019
- Чемпіон Німеччини (1): 2023/24
- Володар Кубка Німеччини: 2023/24